# Balião de Ibelin

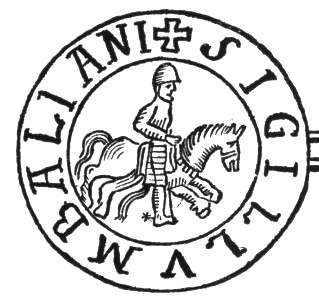
Balião de Ibelin

Balião de Ibelin (em francês: Balian d'Ibelin) (m. 1193) foi um nobre do Reino de Jerusalém no século XII, filho mais novo de Barisano de Ibelin, irmão de Hugo de Ibelin e Balduíno de Ibelin. Seu pai, que era provavelmente italiano, tinha sido cavaleiro no condado de Jafa, e foi recompensado como Senhor de Ibelin após a revolta de Hugh II de Le Puiset. Seu pai era casado com Helvis, herdeira do rico Senhor de Ramla.
Balião também é conhecido como Balião, o Jovem, Balião II, Balião de Ramla ou Balião de Nablus, de Balian ibn Barzan (em árabe) ou pelas variações Barisan, Barisanus, Balianus, Balisan e Balisanus.
Seu ano de nascimento preciso é desconhecido, mas, já possuía maioridade (o que ocorria geralmente aos 15 anos) por volta de 1158, quando seu nome aparece nas cartas patentes, sendo descrito como menor ("infra annos") em 1155, portanto terá nascido em 1141 ou 1142.
Após a morte de seu irmão mais velho, Hugo, em 1169, o castelo de Ibelin passou ao irmão seguinte, Balduíno. Este preferiu ficar como Senhor de Ramla e o deu a Balião. Balião manteve Ibelin como vassalo de seu irmão e indiretamente como vassalo do rei, uma vez que Ramla era vassalo direto.

## Sucessão e disputas
Balião e Balduíno apoiaram Raimundo III de Tripoli sobre Milo de Plancy regente do Rei Balduíno IV - o Leproso em 1174, e, em 1177 os irmãos estavam presentes na Batalha de Monte Gisardo, liderando a vanguarda de forma vitoriosa contra o ponto mais forte da linha muçulmana.
Neste ano Balião se casou com Maria Comnena, Rainha consorte de Jerusalem, viúva do Rei Amarico I de Jerusalém, se tornando padrasto de sua filha a Princesa Isabela. Recebeu o título de Senhor de Nablus como dote e presente de Maria. Em 1179, Balduíno foi capturado por Saladino depois da Batalha de Marj Uyun e Balião ajudou a organizar o resgate para poder libertá-lo no ano seguinte; o resgate foi eventualmente liquidado pelo imperador bizantino Manuel I Comneno, o tio-avô de Maria.
Em 1183 Balião e Balduíno apoiaram o Raimundo III contra Guido de Lusignan, marido de Sibila de Jerusalém,o qual era regente de Balduíno IV que estava morrendo com lepra. O rei teve um sobrinho de 5 anos de idade Balduíno de Montferrat ou Balduíno V coroado como co-rei ainda enquanto estava vivo, em uma tentativa para impedir Guido de sucedê-lo como rei. Em 1184 Balduíno IV ordenou a coroação de seu sobrinho na Igreja do Santo Sepulcro e, de uma forma simbólica, Balião que era um homem alto, carregou o menino Rei Balduíno V nos ombros, mostrando assim a apoio da família de Isabela em relação ao sobrinho. No entanto, após o menino completar 15 anos e obter a maioridade, ele morreu inesperadamente.
Balião e Maria com o apoio de Raimundo, apresentaram o nome de Isabela para sucessão ao trono, na época com 14 anos,  mas, seu marido Humphrey IV of Toron, recusou a coroa e jurou lealdade a Guido. Balião relutantemente jurou respeito a Guildo, enquanto seu irmão se recusa e se auto exila em Antioquia. Balduíno coloca Balião para preparar seu filho Tomás que não foi com seu pai para a Antioquia, para ser o futuro Senhor de Ramla.

## Disputa entre Raimundo e Guido - a Batalha de Hatim
Balião permaneceu no reino como conselheiro de Guido. No final de 1186, Saladino, sultão do Egito e Damasco, ameaça as fronteiras do reino após o aliado de Guido, Reinaldo de Chatillon, senhor de Transjordânia ter atacado caravanas muçulmanas. Saladino obteve como aliados a guarnição de Tiberias no norte do reino e pertencente a Raimundo III, Guido reuniu seu exército em Nazaré com planos de sitiar Tiberias, mas Balião discordou e, em vez disso, sugeriu enviar embaixadores até Raimundo em Tripoli, visando a reconciliação dos dois, antes que Guido atacasse de forma tola o grande exército de Saladino. O primeiro embaixador falhou e tudo continuou na mesma até os meses adiantados de 1187. Apesar dos esforços feito por Balião, não houve acordo para a reconciliação.
Após a derrota dos Cavaleiros Templários e Cavaleiros Hospitalários na Batalha de Cresson, Guido marchou para o norte e acampou em Seforia, mas, insistido em marchar com exército através de uma planície seca e estéril para aliviar Tiberíades, sem nenhuma água nas proximidades e molestado constantemente por tropas de Saladino, foi cercado finalmente nos chifres de Hatim próximo a Tiberíades no início de julho.
A derrota na Batalha de Hatim foi um desastre para o Reino de Jerusalém, o Rei, Guido de Lusignan foi preso e quase todo o exército destruído, sendo poucos os cavaleiros que conseguiram escapar, entre eles estava Balião de Ibelin. Mesmo os que conseguiram, tentaram desesperadamente defender suas terras que foram sendo conquistadas uma-a-uma por Saladino. Bailan pediu a Saladino para poder passar por entre suas linhas e retirar de Jerusalém para Tripoli, sua esposa e filhos, ao qual, Saladino exigiu um juramento de que não permaneceria na cidade para lutar contra ele.

## A defesa de Jerusalém
Quando Balião chegou na cidade, os habitantes o imploraram para permanecer, e, absolvido de seu juramento a Saladino pelo Patriarca Heráclio, que argumentou que a necessidade maior da Cristandade era mais forte do que seu juramento a um não-cristão. Balião foi recrutado para conduzir à defesa da cidade, mas encontrou somente dois outros cavaleiros. Assim, ele criou sessenta novos cavaleiros entre os burgueses. A Rainha Sibila parece ter feito pouca parte na defesa, e os juramentos foram feitos tendo Balião como o Senhor.
Ele, juntamente com Heráclio preparou a cidade para o sitio inevitável armazenando alimentos e dinheiro.
Saladino chegou em setembro para sitiar a cidade, depois de ter conquistado quase todo o reino. O Sultão não percebeu nenhuma má vontade de Balião em quebrar seu juramento e providenciou uma escolta para acompanhar Maria e seus filhos a Trípoli. Como cavaleiro de mais elevado posto na cidade, Balião foi considerado pelos muçulmanos equivalente ao Rei.
Saladino foi capaz de destruir porções dos muros da cidade, mas não conseguiu invadi-la. Balião reuniu-se com o Sultão e informou que os defensores prefeririam matar uns ao outros e destruir inteiramente a cidade e seus lugares sagrados. Depois de negociações, foi decidido que a cidade seria dada pacificamente, e Saladino livraria sete mil homens por 30.000 besantes. Seria permitido duas mulheres ou dez crianças ocupar o lugar de um homem pelo mesmo preço.
Balião entregou as chaves da cidade na Torre de Davi (a cidadela) no dia 2 de outubro. Foi definido um período de 50 dias para o pagamento do resgate.
Aqueles que não poderiam pagar por sua liberdade, eram forçados a escravidão. Saladino livrou vários deles, permitindo que marchassem para longe de Jerusalém, impedindo assim que tivessem a mesma a sorte do massacre que tinha ocorrido quando os cruzados capturaram a cidade em 1099.
Balião e o Patriarca Heráclio se ofereceram como reféns para o resgate dos cidadãos Francos restantes, mas Saladino recusou. Os habitantes libertados marcharam em três colunas afastadas. Balião e o Patriarca conduziram a terceira, que era a última a sair da cidade, provavelmente em torno de 20 de novembro. Balião juntou-se a sua esposa e filhos em Trípoli.

## Legado
Balião morreu em 1193 próximo aos cinquenta anos. Com Maria ele teve quatro filhos:
- Helvis que casou com Reginaldo de Sidon; Guido de Montfort.
- João de Ibelin, Senhor de Beirute e defensor de Jerusalém, e regente de sua sobrinha Maria de Montferrat, Rainha de Jerusalém. Ele casou com Helvis de Nephin e Melisende de Arsur.
- Margarete, que casou com Hugo de Saint-Omer (filho adotivo de Raimundo III de Tripoli) e Walter de Cesarea.
- Filipe de Ibelin, Regente do Chipre, que casou com Alice de Montbéliard.

## Balião de Ibelinno Cinema
- Foi Interpretado pelo Ator Britânico Orlando Bloom em Kingdom of Heaven, filme de 2005.